# Phố Nhà khoa học Mirae
Phố Nhà khoa học Mirae (Phố Nhà khoa học Tương Lai) là một đường phố trong khu vực mới phát triển ở Bình Nhưỡng là nơi đặt các tổ chức khoa học và nhân viên của Đại học Công nghệ Kim Chaek. Phố này gồm sáu làn xe, nằm giữa ga xe lửa Bình Nhưỡng và sông Taedong, vây quanh là những tòa nhà cao tầng mới xây. Khu vực này chính thức được khai trương vào ngày 3 tháng 11 năm 2015.
Tòa nhà cao nhất tại đây là Tháp Unha Mirae (Tháp Ngân Hà Tương Lai) . Đường phố được thiết kế nhằm nhấn mạnh đến sự chú trọng của Kim Jong-un vào mảng khoa học và công nghệ, vốn tạo dựng xoay quanh sự phát triển vũ khí hạt nhân của chế độ.
Theo báo chí đưa tin thì Phố Nhà khoa học Mirae chính là địa điểm đầu tiên lắp đặt mạng WiFi công cộng Mirae.